# Szaszka

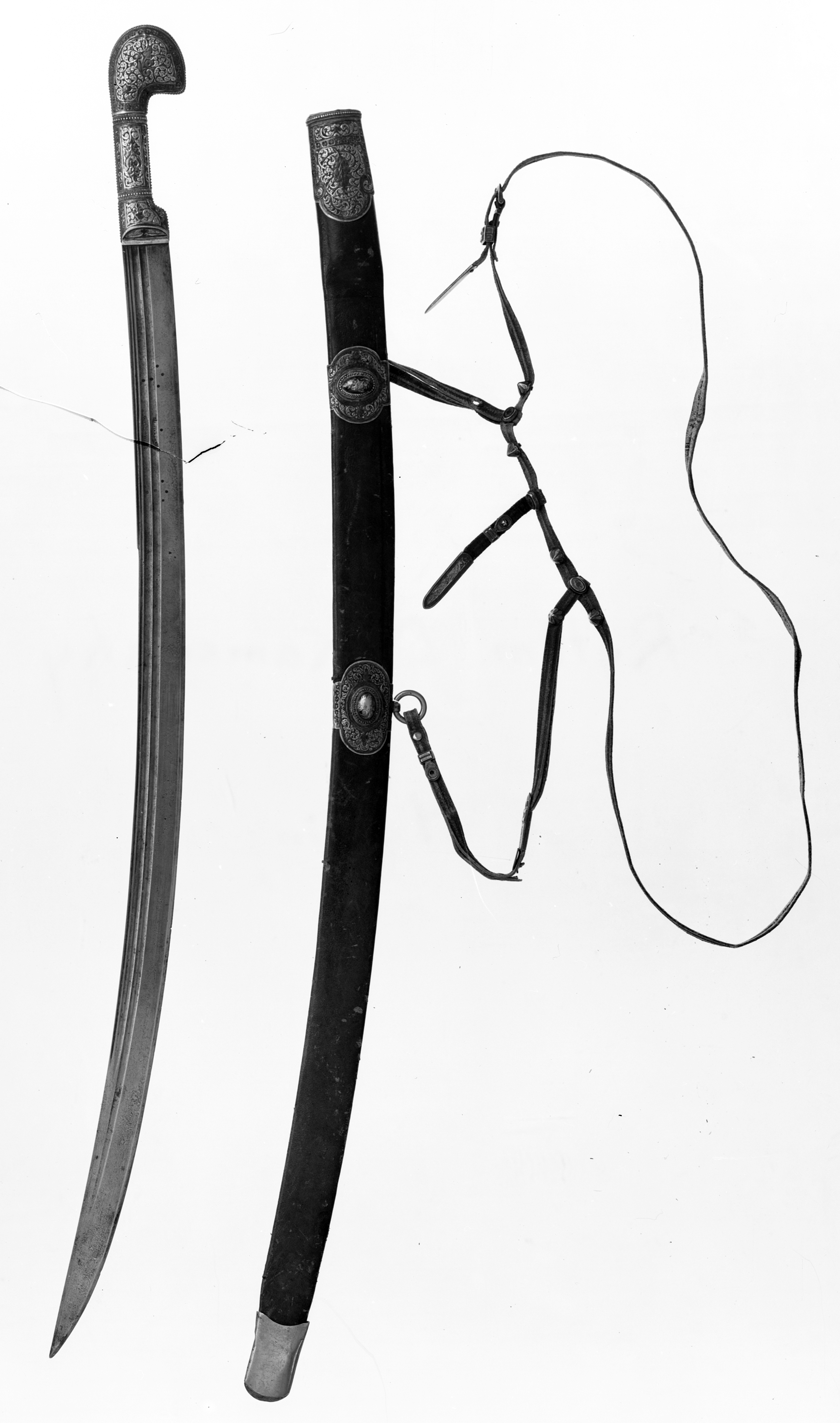
Szaszka z pochwą ze zbiorów szwedzkiego muzeum Livrustkammaren w Sztokholmie

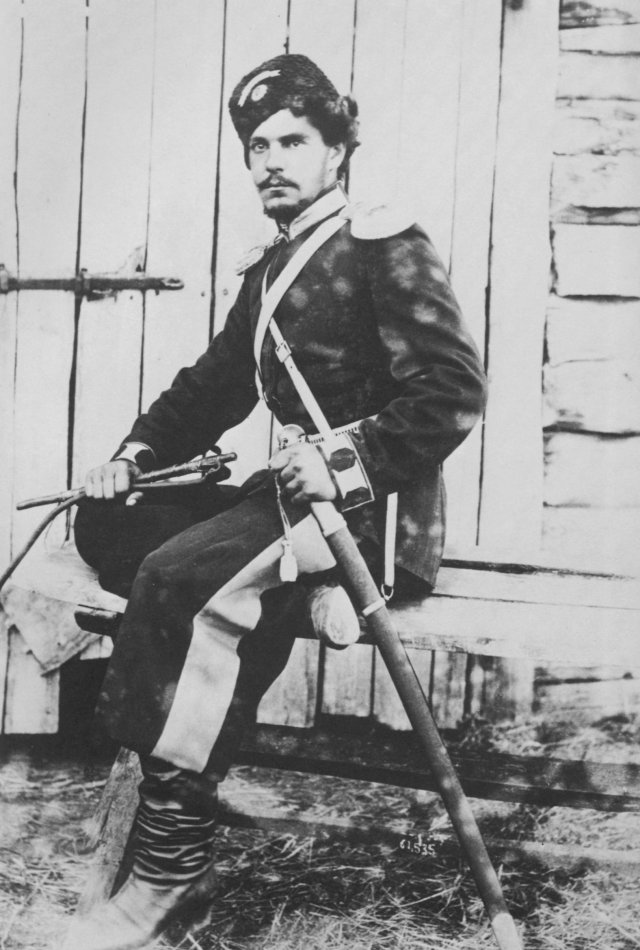
Kozak orenburski z szaszką

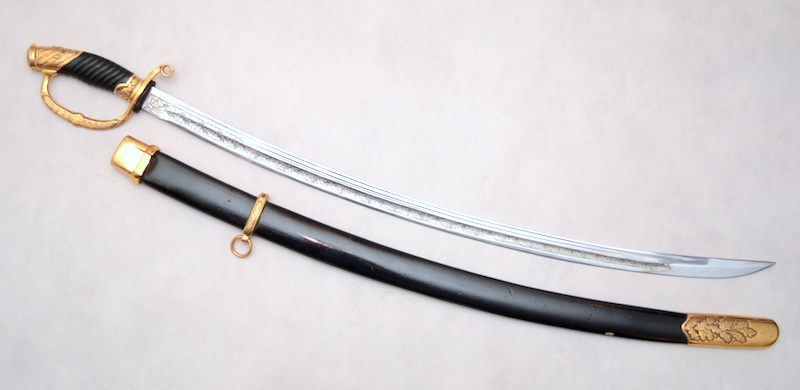
Szaszka z pochwą jako radziecka broń honorowa

Szaszka (ros. шашка) – rodzaj lekko zakrzywionej szabli używanej głównie w Cesarstwie Rosyjskim i Związku Radzieckim.
Charakterystyczną cechą szaszki noszonej w pochwie zawieszonej na rapciach jest to, że wygięcie (ostrze) jest skierowane ku górze. Pozwala to na zadanie cięcia przy wyjmowaniu broni z pochwy, bez dodatkowego odwodzenia ręki do tyłu.

## Geneza
Szaszka powstała na Kaukazie wśród tamtejszych plemion. Do uzbrojenia Cesarskiej Armii Rosyjskiej wprowadzona została rozkazem z 1834 roku pod nazwą „szaszka żołnierska azjatyckiego wzoru 1834”, o otwartej rękojeści, noszona ostrzem do tyłu, w drewnianej obciągniętej skórą pochwie. Do 1880 roku wprowadzono nowe wzory szaszek z rękojeściami zamkniętymi dla formacji dragonów i artylerzystów konnych oraz z rękojeściami otwartymi dla Kozaków. W 1881 roku specjalnie do tego powołana komisja pod przewodnictwem generała Aleksandra Gorłowa, opracowała projekt nowego wzoru szaszek kozackich ze zmodernizowaną głownią, rękojeścią i głowicą oraz szaszek dragońskich ze zmodernizowaną rękojeścią i pochwą. Oba wzory szaszek o otwartej i zamkniętej rękojeści weszły do uzbrojenia Cesarskiej Armii Rosyjskiej w kwietniu 1881 roku, oznaczone jako „wzór 1881”.
Po rewolucji październikowej rozkazem Rewolucyjnej Rady Wojskowej Republiki z 13 listopada 1918 roku, do uzbrojenia nowo formowanej Armii Czerwonej przyjęto „szaszkę kozacką niskich rangą wzoru 1881”, zwaną przez polskich bronioznawców rosyjską szaszką kozacką wzoru 1881 lub szaszką kozacką wzoru 1881. W 1927 roku wprowadzono nowy wzór szaszek w dwóch odmianach: „szaszka kawaleryjska dla dowódców i naczelników wzoru 1927” bez pierścieni z gniazdami na bagnet oraz „szaszka kawaleryjska dla czerwonoarmistów i młodszych dowódców wzoru 1927” z pierścieniami z gniazdami na bagnet na zewnętrznej stronie pochwy. Obie szaszki dla radzieckiej kawalerii zmodernizowane przez byłego oficera Cesarskiej Armii Rosyjskiej Władimira Fiedorowa, miały skróconą głownię oraz krótszą i bardziej nachyloną rękojeść. W 1942 roku dążąc do skrócenia czasu wytwarzania i obniżenia kosztów produkcji, zmieniono szlif zbrocza głowni, głowicę rękojeści, rodzaj stosowanego metalu i materiał pochwy.
Szaszki produkowano w fabryce broni w Złatouście, a po roku 1918 także w Tule i Iżewsku.

## Opis
Szaszka to broń sieczno-kolna o zakrzywionej jednosiecznej głowni i rozdwojonej głowicy przypominającej z profilu stylizowaną głowę ptaka. Krzywizna głowni i środek ciężkości oddalony znacznie od rękojeści zwiększa siłę uderzenia szaszki i powierzchnię pola rażenia. Rękojeść szaszki może być z jelcem lub bez jelca (zamknięta lub otwarta), stosownie do wzoru.
W języku kabardyńskim broń ta nazywa się сэшхуэ (czytaj saszchła), co oznacza po polsku duży nóż.

## Użytkownicy
Oprócz Cesarskiej Armii Rosyjskiej, Armii Czerwonej i oddziałów ukraińskich szaszka znajdowała się również na wyposażeniu polskich żołnierzy. W czasie trwania powstania styczniowego powstańcom często udawało się zdobywać broń i wyposażenie na wrogu. Stąd też na wyposażeniu Polaków trafiały się też szaszki. W czasie I wojny światowej w szaszki uzbrojeni byli żołnierze Wojska Polskiego na Wschodzie i Legionów Polskich. Po odzyskaniu niepodległości w zdobyczne szaszki uzbrojeni byli żołnierze Wojska Polskiego. W czasie II wojny światowej żołnierze Polskich Sił Zbrojnych w ZSRR a następnie ludowego Wojska Polskiego uzbrojeni byli w szaszki.

## Szaszka jako nagroda
W kwietniu 1920 roku wprowadzono nagrodę honorową dla wysokich dowódców Armii Czerwonej: szaszkę z przytwierdzonym do niej Orderem Czerwonego Sztandaru.